# LAV-25
LAV-25 (Light Armoured Vehicle) je osmikolový obojživelný obrněný transportér používaný US Marine Corps. Je vyráběný americkou firmou General Dynamics Land Systems Canada a je založený na MOWAG Piranha I 8x8. Je letecky přepravitelný pomocí letounů C-130, C-141, C-5, a vrtulníku CH-53E.

## Výzbroj
LAV-25 je vyzbrojen 25mm kanonem M242 Bushmaster a dvěma kulomety M240 ráže 7,62 mm (jeden je zapojen koaxiálně a druhý je na střeše).

## Varianty
- LAV-25 – základní verze
  - LAV-25A1 – vylepšená verze uvedená v roce 1990
  - LAV-25A2 – další vylepšená verze
- LAV-AT – verze vyzbrojená odpalovačem řízených střel TOW
- LAV-M – minometná verze
- LAV-AD – protiletadlová verze